# Tsili (film)
Pour plus de détails, voir Fiche technique et Distribution.
Tsili est un film dramatique franco-italo-israélo-russe réalisé par Amos Gitaï et sorti en 2014. Il est basé sur l'œuvre d'Aharon Appelfeld

## Synopsis
Tsili a 12 ans en 1942. Ses parents ne l'aiment pas beaucoup et quand la guerre atteint leur village ils décident de partir en laissant à Tsili le soin de garder leur maison. Pour survivre, elle cache ses origines juives et sort de son village à la recherche de nourriture. Elle trouve du travail dans des fermes, se fait exploiter en échange de quelques bouts de pain. Battue par certains de ses employeurs, elle décide d'aller vivre dans la montagne en se cachant dans la forêt au sud de Czernowicz. En pleine zone de guerre, elle se construit un refuge dans la nature où elle échappe aux sauvageries qui se déroulent dans la vallée. 
Son abri est découvert par Marek qui s'adresse à elle en yiddish. Découvrant qu'ils sont tous les deux juifs, ils décident de rester ensemble. Un jour, Marek descend au village chercher des provisions mais ne revient jamais et la guerre finit par prendre fin. 
Après avoir quitté son refuge, Tsili rencontre près de la côte un groupe de survivants à la recherche d'un bateau qui pourrait les mener vers un autre monde.

## Fiche technique
- Titre : Tsili
- Réalisation : Amos Gitaï
- Scénario : Amos Gitaï et Marie-José Sanselme, d'après Aharon Appelfeld
- Photographie : Giora Bejach
- Montage : Isabelle Ingold et Yuval Orr
- Décors : Andrei Chernikov
- Costumes : Danni Bar Shay
- Musique : Amit Poznansky et Alexej Kotchekov
- Producteur : Michael Tapuach, Laurent Truchot, Yury Krestinkiy, Pavel Douvidzon, Denis Freyd et Amos Gitaï
  - Producteur associé : Carlo Hintermann, Gerardo Panichi, Sam Tsekhman, Anna Shalashina, Luca Venitucci, Leon Edry et Moshe Edry
- Société de production : Agav Films et Trikita Entertainment
- Distributeur : Epicentre Films
- Pays de production :  France,  Israël,  Italie et  Russie
- Langue originale : yiddish
- Genre : drame
- Durée : 88 minutes
- Dates de sortie :
  - Italie : 29 août 2014
  - Israël : 23 avril 2015
  - France : 12 août 2015

## Distribution
- Sarah Adler : Tsili
- Meshi Olinki : Tsili jeune
- Adam Tsekhman : Marek
- Lea Koenig
- Andrey Kashkar : un survivant
- Yelena Yaralova : une survivante